# Darvault
Darvault est une commune française située près de Nemours, dans le département de Seine-et-Marne en région Île-de-France.

## Géographie

### Localisation
Darvault est situé dans le sud de la Seine-et-Marne à environ 3,2 km par la route, à l'est de Nemours et à 6,40 km au sud de Montcourt-Fromonville, commune dont elle s'est séparée en 1913.

### Communes limitrophes
| Saint-Pierre-lès-Nemours | Montcourt-Fromonville | Nonville       |
| Nemours                  | Darvault              | Treuzy-Levelay |
|                          | Poligny               |                |

### Géologie et relief
L'altitude de la commune varie de 57 mètres à 137 mètres pour le point le plus haut, le centre du bourg se situant à environ 89 mètres d'altitude (mairie). Elle est classée en zone de sismicité 1, correspondant à une sismicité très faible.

### Hydrographie

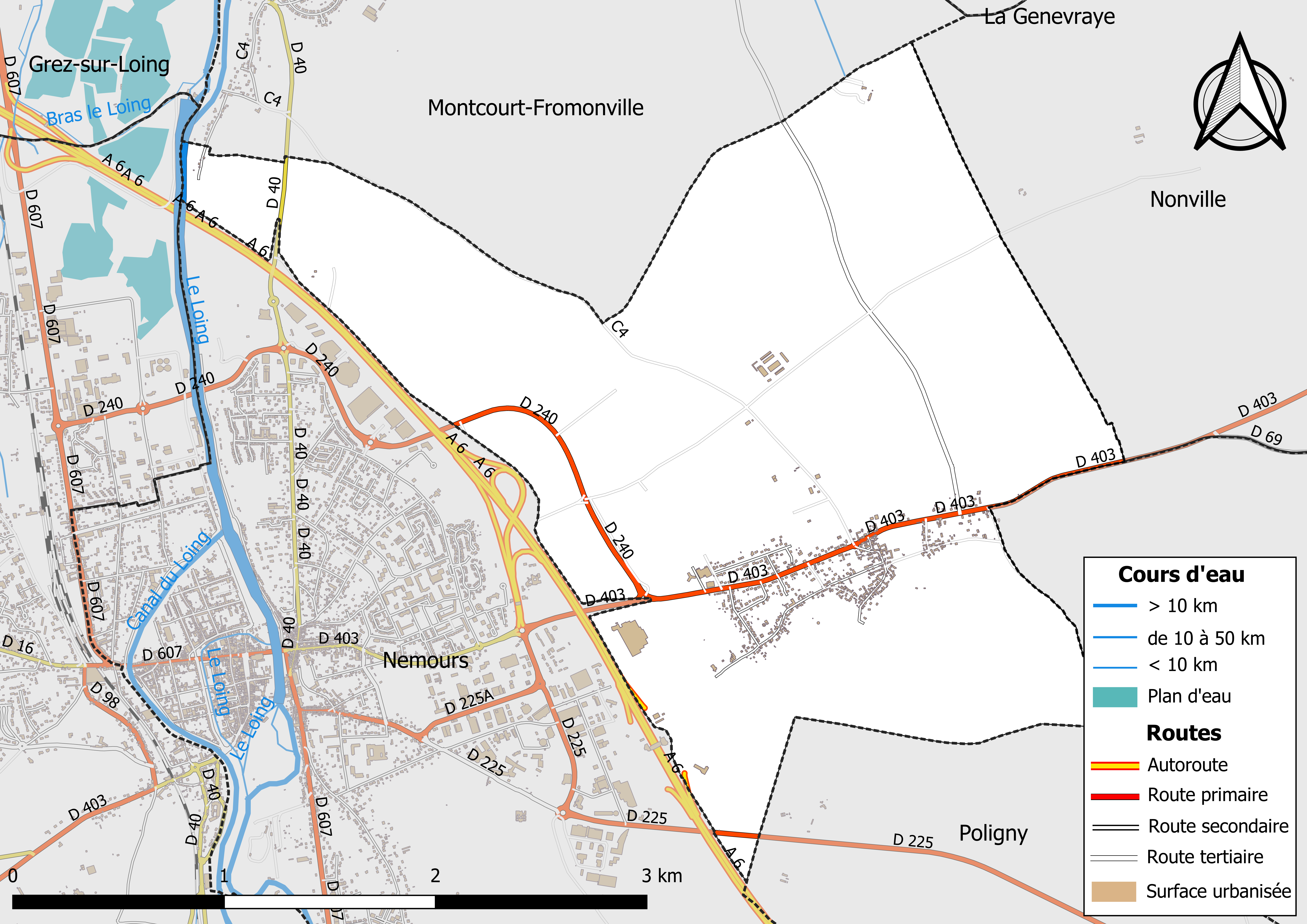
Carte des réseaux hydrographique et routier de Darvault.

Le réseau hydrographique de la commune se compose de deux cours d'eau référencés :
- la rivière le Loing, longue de 142,73 km[5], affluent en rive gauche de la Seine.
- le canal du Loing, long de 47,84 km[6].

La longueur totale des cours d'eau sur la commune est de 0,53 km.

### Climat
Pour des articles plus généraux, voir Climat de l'Île-de-France et Climat de Seine-et-Marne.
En 2010, le climat de la commune est de type climat océanique dégradé des plaines du Centre et du Nord, selon une étude du CNRS s'appuyant sur une série de données couvrant la période 1971-2000. En 2020, Météo-France publie une typologie des climats de la France métropolitaine dans laquelle la commune est exposée à un climat océanique altéré et est dans la région climatique Nord-est du bassin Parisien, caractérisée par un ensoleillement médiocre, une pluviométrie moyenne régulièrement répartie au cours de l’année et un hiver froid (3 °C).
Pour la période 1971-2000, la température annuelle moyenne est de 11,3 °C, avec une amplitude thermique annuelle de 15,1 °C. Le cumul annuel moyen de précipitations est de 717 mm, avec 10,1 jours de précipitations en janvier et 7,2 jours en juillet. Pour la période 1991-2020, la température moyenne annuelle observée sur la station météorologique la plus proche, située sur la commune de Nemours à 3 km à vol d'oiseau, est de 12,0 °C et le cumul annuel moyen de précipitations est de 690,3 mm,. Pour l'avenir, les paramètres climatiques de la commune estimés pour 2050 selon différents scénarios d'émission de gaz à effet de serre sont consultables sur un site dédié publié par Météo-France en novembre 2022.
| Mois                                  | jan.           | fév.           | mars           | avril         | mai             | juin          | jui.          | août           | sep.           | oct.            | nov.             | déc.             | année      |
| ------------------------------------- | -------------- | -------------- | -------------- | ------------- | --------------- | ------------- | ------------- | -------------- | -------------- | --------------- | ---------------- | ---------------- | ---------- |
| Température minimale moyenne (°C)     | 1,7            | 1,4            | 3,3            | 5,3           | 9               | 12,1          | 14,1          | 13,8           | 10,5           | 8,2             | 4,6              | 2,3              | 7,2        |
| Température moyenne (°C)              | 4,5            | 5,1            | 8,2            | 11            | 14,7            | 18,1          | 20,4          | 20,1           | 16,4           | 12,6            | 7,9              | 5                | 12         |
| Température maximale moyenne (°C)     | 7,3            | 8,8            | 13             | 16,7          | 20,4            | 24            | 26,7          | 26,5           | 22,2           | 17              | 11,1             | 7,8              | 16,8       |
| Record de froid (°C) date du record   | −13,3 08.01.10 | −13,4 07.02.12 | −11,7 01.03.05 | −4,6 06.04.21 | −0,9 05.05.1996 | 2 04.06.01    | 6,1 03.07.11  | 4,4 29.08.1993 | 0,5 30.09.1995 | −4,7 30.10.1997 | −10,9 24.11.1998 | −12,1 31.12.1996 | −13,4 2012 |
| Record de chaleur (°C) date du record | 17 01.01.23    | 21,6 27.02.19  | 26,8 31.03.21  | 29,2 20.04.18 | 32,9 28.05.17   | 38,7 18.06.22 | 42,5 25.07.19 | 41,1 06.08.03  | 35,9 08.09.23  | 29,9 02.10.23   | 23,4 07.11.15    | 17,9 07.12.00    | 42,5 2019  |
| Précipitations (mm)                   | 52             | 50             | 49,1           | 53,2          | 63,4            | 59,1          | 54,3          | 57,5           | 54,9           | 67,8            | 64               | 65               | 690,3      |

### Milieux naturels et biodiversité

#### Espaces protégés
La protection réglementaire est le mode d’intervention le plus fort pour préserver des espaces naturels remarquables et leur biodiversité associée,.
La réserve de biosphère « Fontainebleau et Gâtinais », créée en 1998 et d'une superficie totale de 150 544 ha, est un espace protégé présent sur la commune. Cette réserve de biosphère, d'une grande biodiversité, comprend trois grands ensembles : une grande moitié ouest à dominante agricole, l’emblématique forêt de Fontainebleau au centre, et le Val de Seine à l’est. La structure de coordination est l'Association de la Réserve de biosphère de Fontainebleau et du Gâtinais, qui comprend un conseil scientifique et un Conseil Education, unique parmi les Réserves de biosphère françaises,,.

#### Réseau Natura 2000

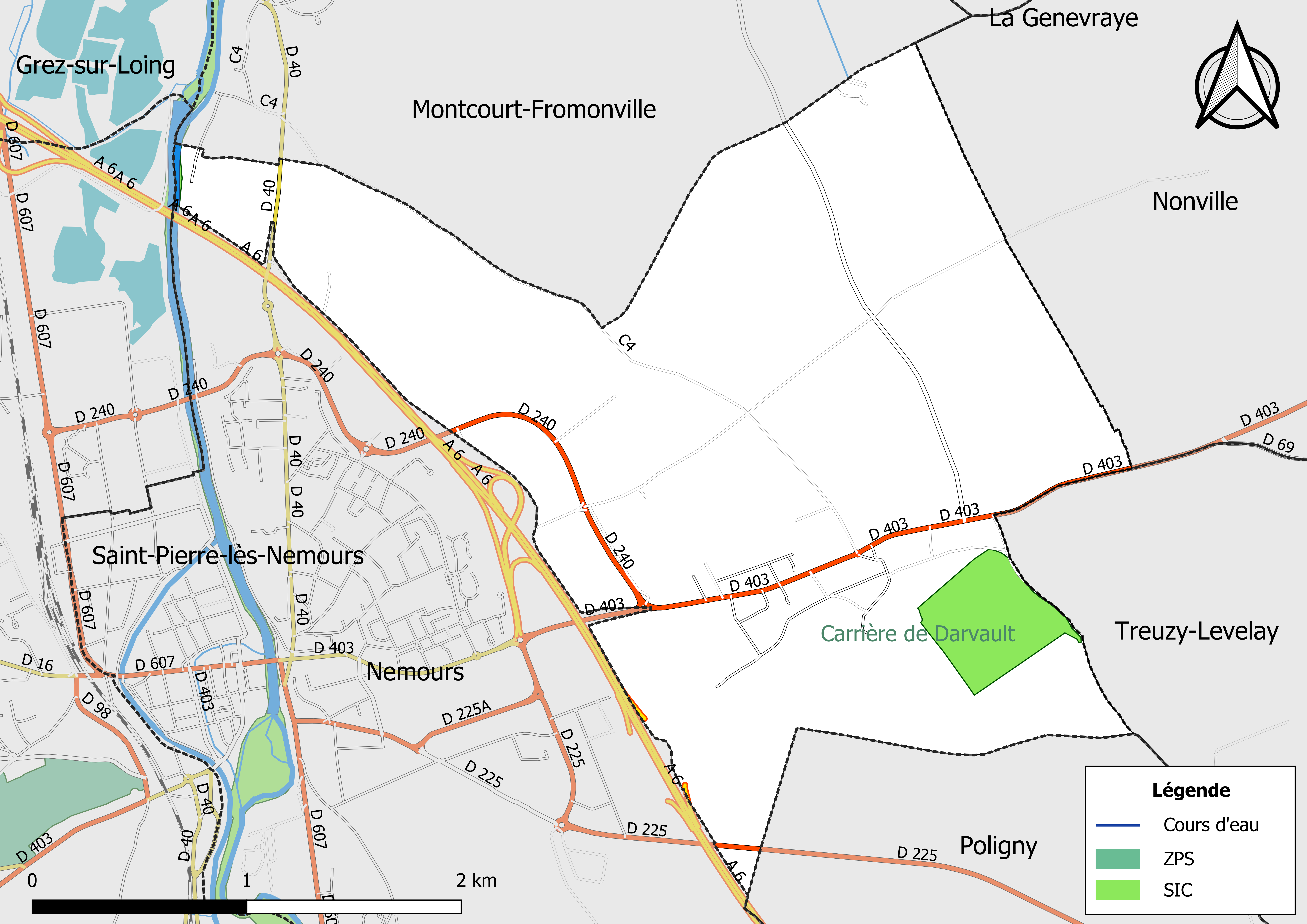
Sites Natura 2000 sur le territoire communal.

Le réseau Natura 2000 est un réseau écologique européen de sites naturels d’intérêt écologique élaboré à partir des Directives « Habitats » et « Oiseaux ». Ce réseau est constitué de Zones spéciales de conservation (ZSC) et de Zones de protection spéciale (ZPS). Dans les zones de ce réseau, les États Membres s'engagent à maintenir dans un état de conservation favorable les types d'habitats et d'espèces concernés, par le biais de mesures réglementaires, administratives ou contractuelles.
Deux sites Natura 2000 ont été définis sur la commune au titre de la « directive Habitats », :
- les « Rivières du Loing et du Lunain », d'une superficie de 400 ha, deux vallées de qualité remarquable pour la région Île-de-France accueillant des populations piscicoles diversifiées dont le Chabot, la Lamproie de Planer, la Loche de Rivière et la Bouvière[21],[22] ;
- la « Carrière de Darvault », d'une superficie de 27,05 ha, une ancienne carrière de grès et de sable accueillant quatre espèces de chauves-souris inscrites à l’annexe II et 4 espèces inscrites à l’annexe IV de la directive "Habitats, Faune, Flore"[23],[24] ;

#### Zones naturelles d'intérêt écologique, faunistique et floristique
L’inventaire des zones naturelles d'intérêt écologique, faunistique et floristique (ZNIEFF) a pour objectif de réaliser une couverture des zones les plus intéressantes sur le plan écologique, essentiellement dans la perspective d’améliorer la connaissance du patrimoine naturel national et de fournir aux différents décideurs un outil d’aide à la prise en compte de l’environnement dans l’aménagement du territoire.
Le territoire communal de Darvault comprend une ZNIEFF de type 1,,, 
les « Bois de Darvault et forêt de Nanteau » (1 456,27 ha), couvrant 4 communes du département
, et un ZNIEFF de type 2,, 
la « vallée du Loing entre Moret et Saint-Pierre-Lès-Nemours » (1 749,77 ha), couvrant 13 communes du département.

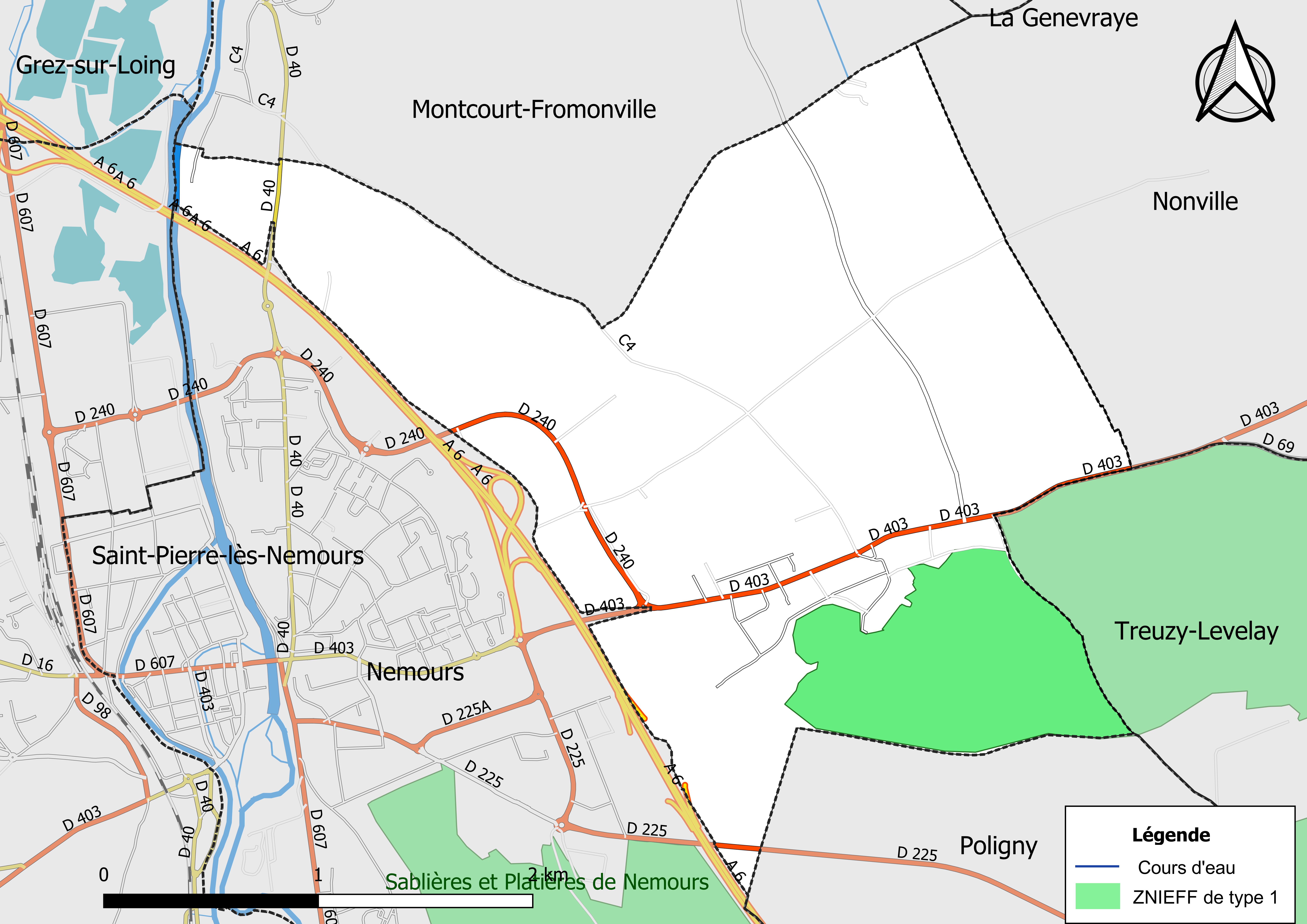
Carte des ZNIEFF de type 1 de la commune.
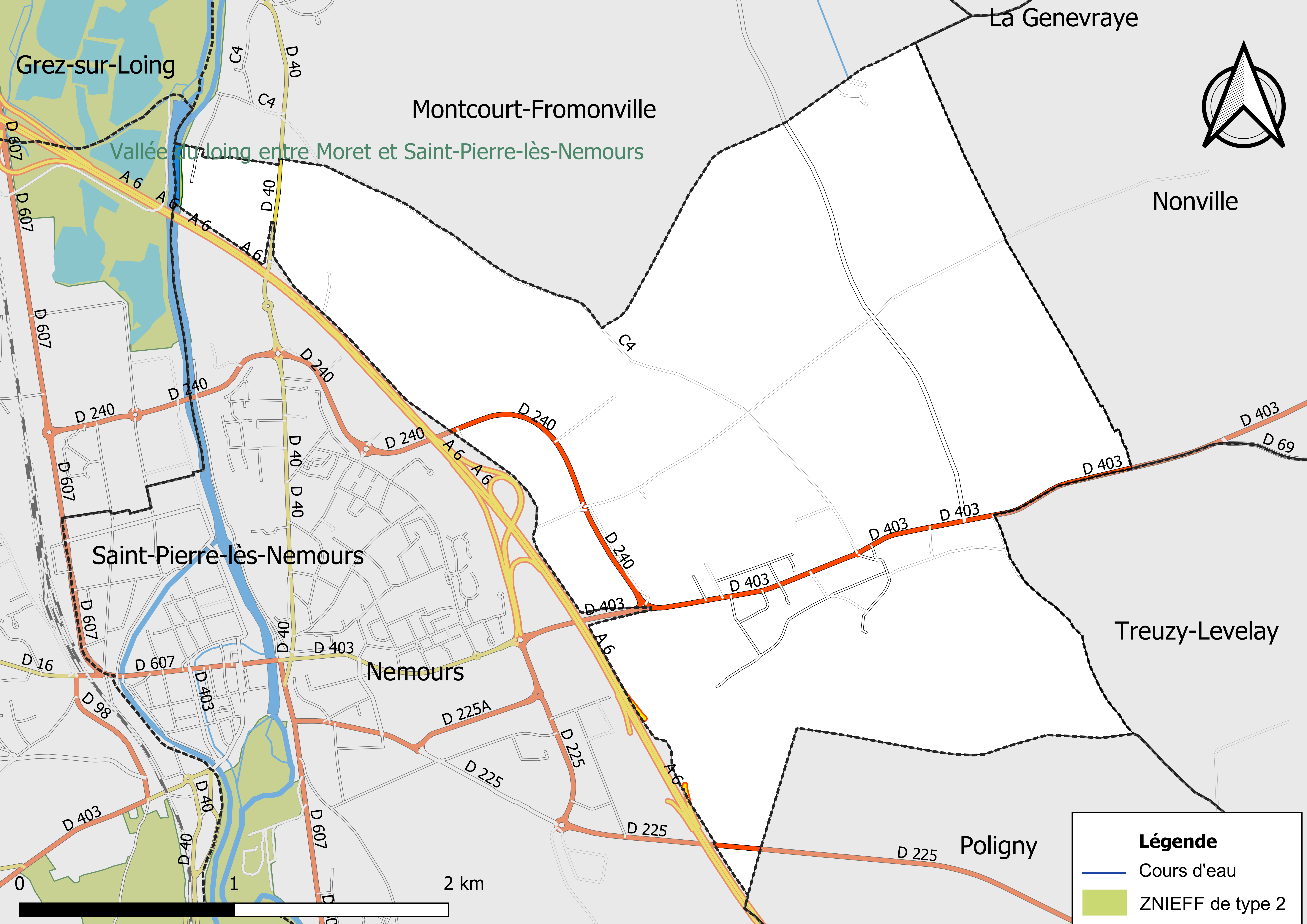
Carte des ZNIEFF de type 2 de la commune.

## Urbanisme

### Typologie
Au 1er janvier 2024, Darvault est catégorisée bourg rural, selon la nouvelle grille communale de densité à sept niveaux définie par l'Insee en 2022.
Elle appartient à l'unité urbaine de Nemours, une agglomération intra-départementale regroupant quatre  communes, dont elle est une commune de la banlieue,,. Par ailleurs la commune fait partie de l'aire d'attraction de Paris, dont elle est une commune de la couronne,. Cette aire regroupe 1 929 communes,.

### Lieux-dits et écarts
La commune compte 57 lieux-dits administratifs répertoriés consultables ici (source : le fichier Fantoir) dont les Caillaux, la Barauderie.

### Occupation des sols
L'occupation des sols de la commune, telle qu'elle ressort de la base de données européenne d’occupation biophysique des sols Corine Land Cover (CLC), est marquée par l'importance des territoires agricoles (70,2 % en 2018), en diminution par rapport à 1990 (74,2 %). La répartition détaillée en 2018 est la suivante : 
terres arables (66,3% ), forêts (21,1% ), zones urbanisées (5,9% ), prairies (3,9% ), zones industrielles ou commerciales et réseaux de communication (2,6% ), eaux continentales (0,2 %).
Parallèlement, L'Institut Paris Région, agence d'urbanisme de la région Île-de-France, a mis en place un inventaire numérique de l'occupation du sol de l'Île-de-France, dénommé le MOS (Mode d'occupation du sol), actualisé régulièrement depuis sa première édition en 1982. Réalisé à partir de photos aériennes, le Mos distingue les espaces naturels, agricoles et forestiers mais aussi les espaces urbains (habitat, infrastructures, équipements, activités économiques, etc.) selon une classification pouvant aller jusqu'à 81 postes, différente de celle de Corine Land Cover,,. L'Institut met également à disposition des outils permettant de visualiser par photo aérienne l'évolution de l'occupation des sols de la commune entre 1949 et 2018.

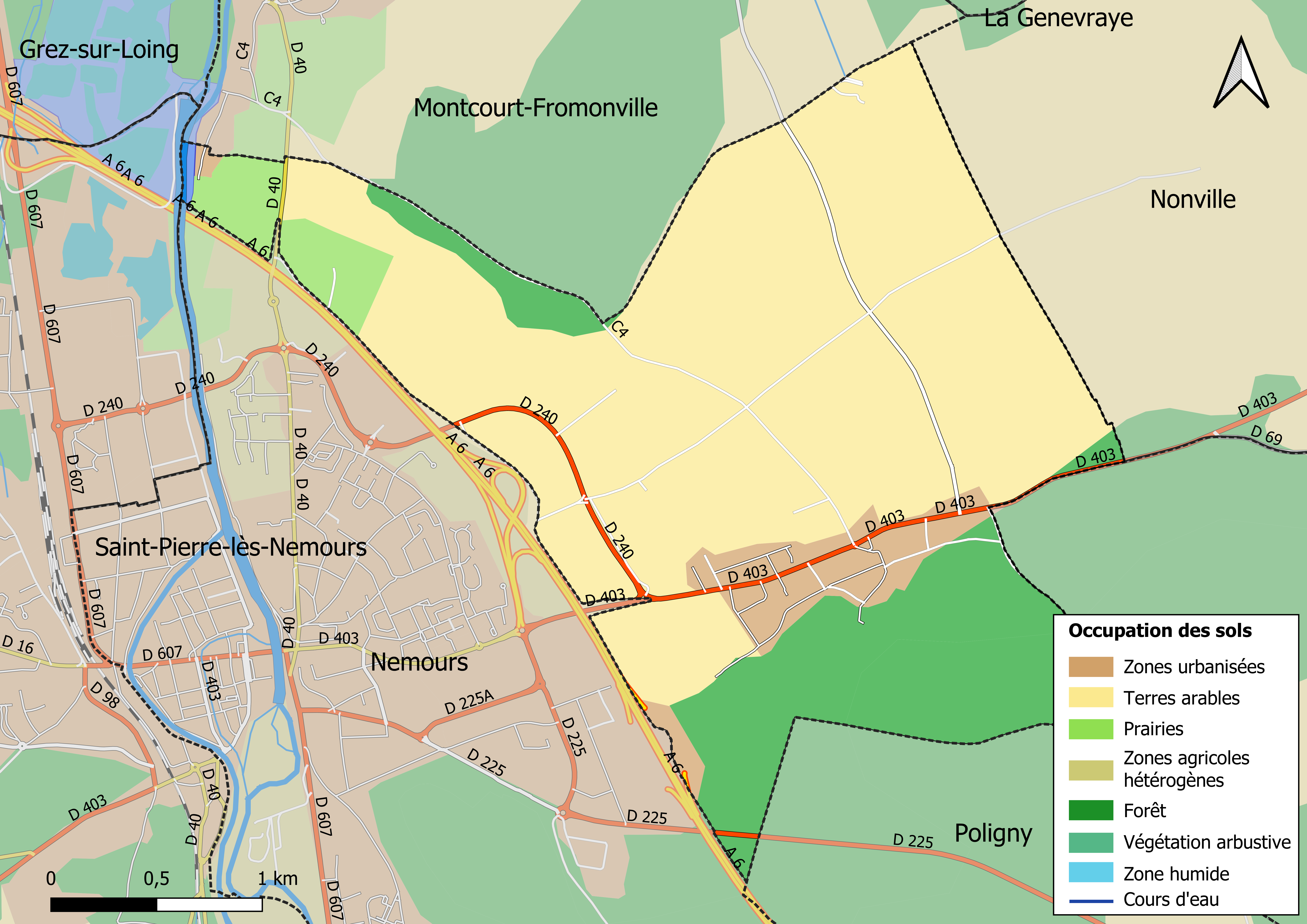
Carte des infrastructures et de l'occupation des sols en 2018 (CLC) de la commune.
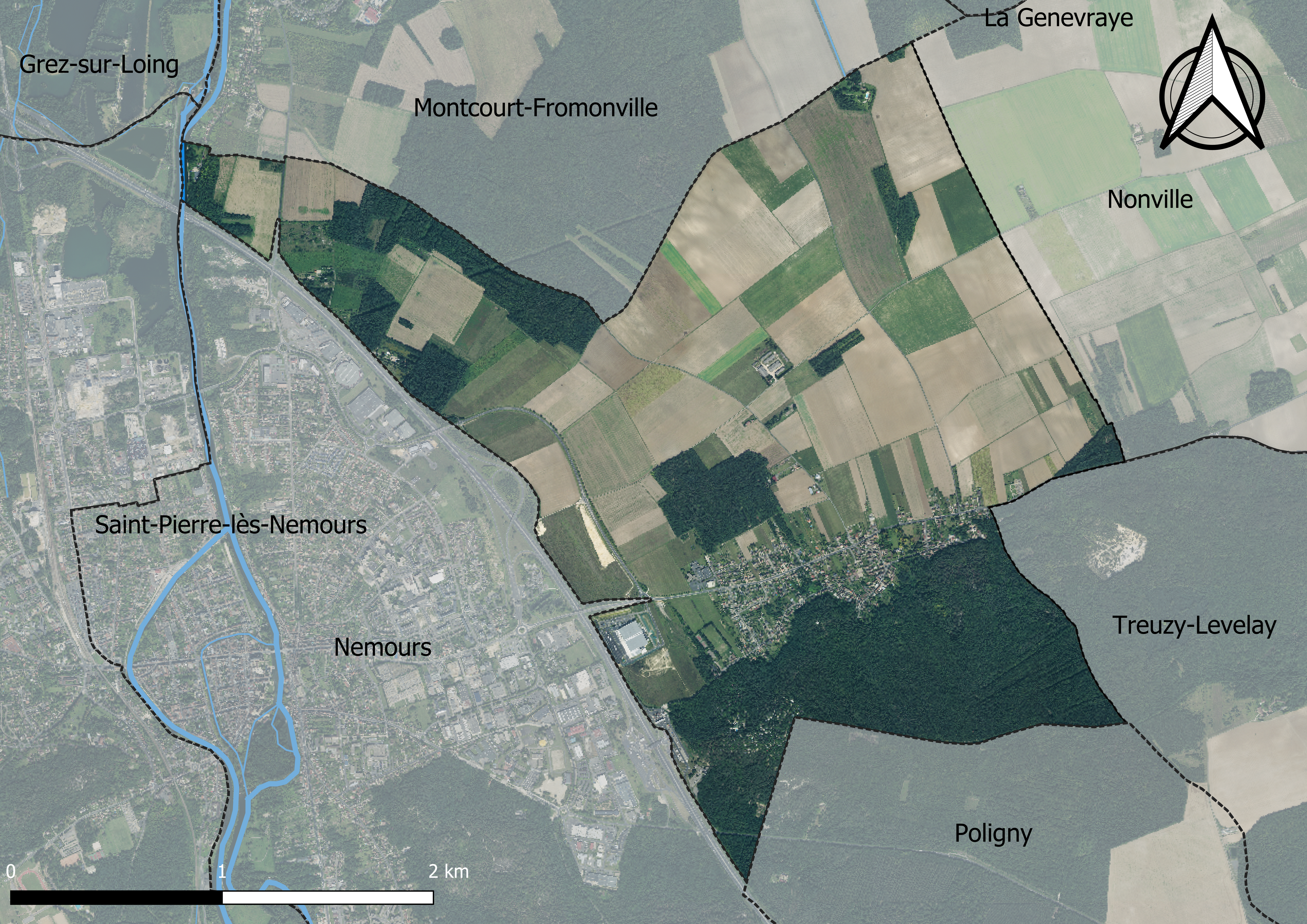
Carte orhophotogrammétrique de la commune.

### Planification
La loi SRU du 13 décembre 2000 a incité les communes à se regrouper au sein d’un établissement public, pour déterminer les partis d’aménagement de l’espace au sein d’un SCoT, un document d’orientation stratégique des politiques publiques à une grande échelle et à un horizon de 20 ans et s'imposant aux documents d'urbanisme locaux, les PLU (Plan local d'urbanisme). La commune est dans le territoire du SCOT Nemours Gâtinais, approuvé le 5 juin 2015 et porté par le syndicat mixte d’études et de programmation (SMEP) Nemours-Gâtinais.
La commune disposait en 2019 d'un plan local d'urbanisme approuvé. Le zonage réglementaire et le règlement associé peuvent être consultés sur le Géoportail de l'urbanisme.

### Logement
En 2016, le nombre total de logements dans la commune était de 461 dont 96 % de maisons et 1,7 % d'appartements.
Parmi ces logements, 77,6 % étaient des résidences principales, 10,3 % des résidences secondaires et 12,2 % des logements vacants.
La part des ménages fiscaux propriétaires de leur résidence principale s'élevait t à 87,6 % contre 9,2 % de locataires dont, 0,8 % de logements HLM loués vides (logements sociaux) et, 3,2 % logés gratuitement.

### Voies de communications et transports

#### Transports
La commune est desservie par la ligne d’autocars 18C du réseau de bus Vallée du Loing - Nemours ; ce réseau permet de relier Darvault à la cité scolaire de Nemours et à la gare de Nemours - Saint-Pierre.

#### Voies de communication
La D403 traverse le village et des chemins relie Darvault avec les communes voisines de Nonville et Montcourt-Fromonville. L'autoroute A6 passe également sur le territoire de la commune et la sortie no 16 se situe à environ deux kilomètres du centre du village. La construction de cette autoroute dans le milieu des années 1960 a réduit la superficie et le nombre d'habitants de la commune.
Le nom de la commune est utilisé pour la dénomination d’une aire de repos de l’autoroute A6 qui traverse son territoire, l’aire de Darvault en direction de Paris située au point kilométrique 74.

## Toponymie
Le nom de la localité est mentionné sous les formes Darveia vers 1140 ; Darveis en 1156 ; Dalveia, 1164 ; Grangia de Dervoer vers 1173 ; Dervaux, 1340 ; La seigneurie d'Arveaux 1599 ; Ervaulx, 1599 ; Darvaux et Ervaux au XVIe siècle,.
Le nom de la commune pourrait venir soit du latin arvus qui signifie « labourable » et du préfixe ab qui transforme le mot en « inculte » soit du celte derva qui veut dire « chêne ». Il semble plus probable qu'il soit issu de l'étymon indo-européen *deru- (avec le sens polysémique de solide, ferme comme un arbre) qui se retrouve dans le sens de chêne, l'arbre par excellence, dans le gaulois dervos.

## Histoire
Dès 1140, le nom de Darveia apparaît dans les textes. À la fin du XVe siècle, le village a appartenu à l'abbaye de la Joye puis à Antoine Hutin qui était le grainetier de Nemours. À partir du XIXe siècle, l'exploitation des carrières a remplacé la viticulture dans l'économie locale.
Darvault a été érigée en commune par la loi du 23 décembre 1913. Auparavant, Darvault était un hameau de Fromonville. À sa création, la nouvelle commune s'étendait sur 882 hectares et comptait 347 habitants.

## Politique et administration

### Liste des maires
| Période                                  | Période                      | Identité            | Étiquette | Qualité                                                                                          |
| ---------------------------------------- | ---------------------------- | ------------------- | --------- | ------------------------------------------------------------------------------------------------ |
| Les données manquantes sont à compléter. |                              |                     |           |                                                                                                  |
| 15 mars 1914                             | 1919                         | Francisque Farisy   |           |                                                                                                  |
| décembre 1919                            | 1925                         | Henri Beaugereau    |           | Agriculteur                                                                                      |
| mai 1925                                 | 1935                         | Francisque Farisy   |           |                                                                                                  |
| mai 1935                                 | 1936                         | Henri Beaugereau    |           | Agriculteur                                                                                      |
| septembre 1936                           | 1945                         | Marcel Saussois     |           |                                                                                                  |
| mai 1945                                 | 1953                         | Albert Dubois       |           |                                                                                                  |
| mai 1953                                 | 1959                         | Roland Beaugereau   |           |                                                                                                  |
| mars 1959                                | 1978                         | Maurice Tillou      |           |                                                                                                  |
| juin 1978                                | 1998                         | Jean-Noël Vigouroux |           | Conseiller en Formation Continue                                                                 |
| 1998                                     | 2008                         | Serge Besnard       |           | Retraité                                                                                         |
| mars 2008                                | avril 2014                   | Patrick Benso       |           | Directeur de projet                                                                              |
| avril 2014                               | En cours (au 8 juillet 2020) | Didier Chassain     |           | Juriste Vice-président délégué de la CC Pays de Nemours (2020 → ) Réélu pour le mandat 2020-2026 |

## Équipements et services

### Eau et assainissement
L’organisation de la distribution de l’eau potable, de la collecte et du traitement des eaux usées et pluviales relève des communes. La loi NOTRe de 2015 a accru le rôle des EPCI à fiscalité propre en leur transférant cette compétence. Ce transfert devait en principe être effectif au 1er janvier 2020, mais la loi Ferrand-Fesneau du 3 août 2018 a introduit la possibilité d’un report de ce transfert au 1er janvier 2026,.

#### Assainissement des eaux usées
En 2020, la gestion du service d'assainissement collectif de la commune de Darvault est assurée par le SIAEP de Nemours, Saint-Pierre pour la collecte, le transport et la dépollution. Ce service est géré en délégation par une entreprise privée, dont le contrat arrive à échéance le 31 décembre 2028,,.
L’assainissement non collectif (ANC) désigne les installations individuelles de traitement des eaux domestiques qui ne sont pas desservies par un réseau public de collecte des eaux usées et qui doivent en conséquence traiter elles-mêmes leurs eaux usées avant de les rejeter dans le milieu naturel. Le SIAEP de Nemours, Saint-Pierre assure pour le compte de la commune le service public d'assainissement non collectif (SPANC), qui a pour mission de vérifier la bonne exécution des travaux de réalisation et de réhabilitation, ainsi que le bon fonctionnement et l’entretien des installations. Cette prestation est déléguée à la SAUR, dont le contrat arrive à échéance le 31 décembre 2028,.

#### Eau potable
En 2020, l'alimentation en eau potable est assurée par le SIAEP de Nemours, Saint-Pierre qui en a délégué la gestion à la SAUR, dont le contrat expire le 31 décembre 2027,.

## Population et société

### Démographie
L'évolution du nombre d'habitants est connue à travers les recensements de la population effectués dans la commune depuis 1921. Pour les communes de moins de 10 000 habitants, une enquête de recensement portant sur toute la population est réalisée tous les cinq ans, les populations de référence des années intermédiaires étant quant à elles estimées par interpolation ou extrapolation. Pour la commune, le premier recensement exhaustif entrant dans le cadre du nouveau dispositif a été réalisé en 2008.

En 2022, la commune comptait 946 habitants, en évolution de +10,13 % par rapport à 2016 (Seine-et-Marne : +3,92 %, France hors Mayotte : +2,11 %).
| 1921 | 1926 | 1931 | 1936 | 1946 | 1954 | 1962 | 1968 | 1975 |
| ---- | ---- | ---- | ---- | ---- | ---- | ---- | ---- | ---- |
| 279  | 292  | 305  | 309  | 341  | 371  | 509  | 437  | 613  |

| 1982 | 1990 | 1999 | 2006 | 2008 | 2013 | 2018 | 2022 | - |
| ---- | ---- | ---- | ---- | ---- | ---- | ---- | ---- | - |
| 652  | 742  | 778  | 783  | 785  | 836  | 890  | 946  | - |

### Enseignement
Darvault est située dans l'académie de Créteil. La ville administre une école élémentaire. Le collège de secteur est situé à Nemours (collège Honoré de Balzac). Les lycéens de la commune ont accès au lycée Étienne Bézout de Nemours, au lycée professionnel Uruguay France de Avon et au lycée  polyvalent Georges Clemenceau de Champagne-sur-Seine.

L'école de Darvault

### Manifestations culturelles et festivités
La fête du village se déroule le second week-end de mai.

La salle des fêtes de la commune

### Santé
Il n'y a aucun médecin ou de pharmacien sur la commune. Cependant Nemours compte plusieurs médecins, des pharmaciens et un hôpital. Enfin, il existe une pharmacie à Moncourt Fromonville.

### Sports
La commune a un club de Karaté présidé par Jean-Luc Aubertin, le seul 7e dan de Seine-et-Marne.

### Médias
Le quotidien régional Le Parisien, dans son édition locale Seine-et-Marne, l’hebdomadaire La République de Seine-et-Marne ainsi que L'Éclaireur du Gâtinais, relatent les informations locales. La commune est en outre dans le bassin d’émission des chaînes de télévision France 3 Paris Île-de-France et d'IDF1. L’information institutionnelle est assurée par plusieurs publications périodiques : Seine-et-Marne Magazine, mensuel diffusé par le conseil général de Seine-et-Marne et le Journal du Conseil régional, bimensuel diffusé par le conseil régional d'Île-de-France.

## Économie

### Revenus de la population et fiscalité
En 2018, le nombre de ménages fiscaux de la commune était de 364, représentant 896 personnes et la  médiane du revenu disponible par unité de consommation  de 23 390 euros.

### Emploi
En 2018, le nombre total d’emplois dans la zone était de 267, occupant 364 actifs  résidants (dont 12,4 % dans la commune de résidence et 87,6 % dans une commune autre que la commune de résidence).
Le taux d'activité de la population (actifs ayant un emploi) âgée de 15 à 64 ans s'élevait à 67,3 % contre un taux de chômage de 7,9 %. 
Les 24,8 % d’inactifs se répartissent de la façon suivante : 9,6 % d’étudiants et stagiaires non rémunérés, 9,6 % de retraités ou préretraités et 5,5 % pour les autres inactifs.

### Secteurs d'activité

#### Entreprises et commerces
Au 31 décembre 2019, le nombre d’unités légales et d’établissements (activités marchandes hors agriculture) par secteur d'activité était de 53 dont 5 dans l’industrie manufacturière, industries extractives et autres, 10 dans la construction, 15 dans le commerce de gros et de détail, transports, hébergement et restauration, 2 dans l’Information et communication, 1 dans les activités financières et d'assurance, 4 dans les activités immobilières, 4 dans les activités spécialisées, scientifiques et techniques et activités de services administratifs et de soutien, 5 dans l’administration publique, enseignement, santé humaine et action sociale et 7 étaient relatifs aux autres activités de services.
- La commune s'est lancé, en 2005[71], dans la création d'une zone commerciale de 28 ha[72]: la ZAC de la Pierre Levée. Ce projet devait voir la création d'une zone commerciale[73] et la création de 600 emplois[74].

En 2020, 6 entreprises ont été créées sur le territoire de la commune, dont 3 individuelles.
Au 1er janvier 2021, la commune ne possédait aucun hôtel  mais un terrain de camping disposant de 140 emplacements.

#### Agriculture
Darvault est dans la petite région agricole dénommée le « Pays de Bière et Forêt de Fontainebleau », couvrant le Pays de Bière et la forêt de Fontainebleau. En 2010, l'orientation technico-économique de l'agriculture sur la commune est la culture de céréales et d'oléoprotéagineux (COP).
Si la productivité agricole de la Seine-et-Marne se situe dans le peloton de tête des départements français, le département enregistre un double phénomène de disparition des terres cultivables (près de 2 000 ha par an dans les années 1980, moins dans les années 2000) et de réduction d'environ 30 % du nombre d'agriculteurs dans les années 2010. Cette tendance se retrouve au niveau de la commune où le nombre d’exploitations est passé de 9 en 1988 à 1 en 2010. Parallèlement, la taille de ces exploitations augmente, passant de 49 ha en 1988 à 221 ha en 2010.
Le tableau ci-dessous présente les principales caractéristiques des exploitations agricoles de Darvault, observées sur une période de 22 ans : 
|                                      | 1988 | 2000 | 2010 |
| ------------------------------------ | ---- | ---- | ---- |
| Dimension économique,                |      |      |      |
| Nombre d’exploitations (u)           | 9    | 3    | 1    |
| Travail (UTA)                        | 10   | 3    | 1    |
| Surface agricole utilisée (ha)       | 441  | 301  | 221  |
| Cultures                             |      |      |      |
| Terres labourables (ha)              | 434  | 295  | s    |
| Céréales (ha)                        | 301  | s    | s    |
| dont blé tendre (ha)                 | 121  | 76   | s    |
| dont maïs-grain et maïs-semence (ha) | 58   | s    | s    |
| Tournesol (ha)                       | 92   | s    | s    |
| Colza et navette (ha)                | s    |      |      |
| Élevage                              |      |      |      |
| Cheptel (UGBTA)                      | 11   | 3    | 0    |

## Culture locale et patrimoine

### Monuments et lieux remarquables
La commune ne compte pas de monument répertorié à l'inventaire des monuments historiques (Base Mérimée).

### Autres lieux et monuments
- L'église du Sacré-Cœur, XXe siècle construite en grès entre 1913 et 1938.
- Le château, XIXe siècle qui a connu plusieurs propriétaires dont Francisque Farisy le premier maire de la commune.
- Pierre des Moines : menhir.
- La Grosse Roche[80].

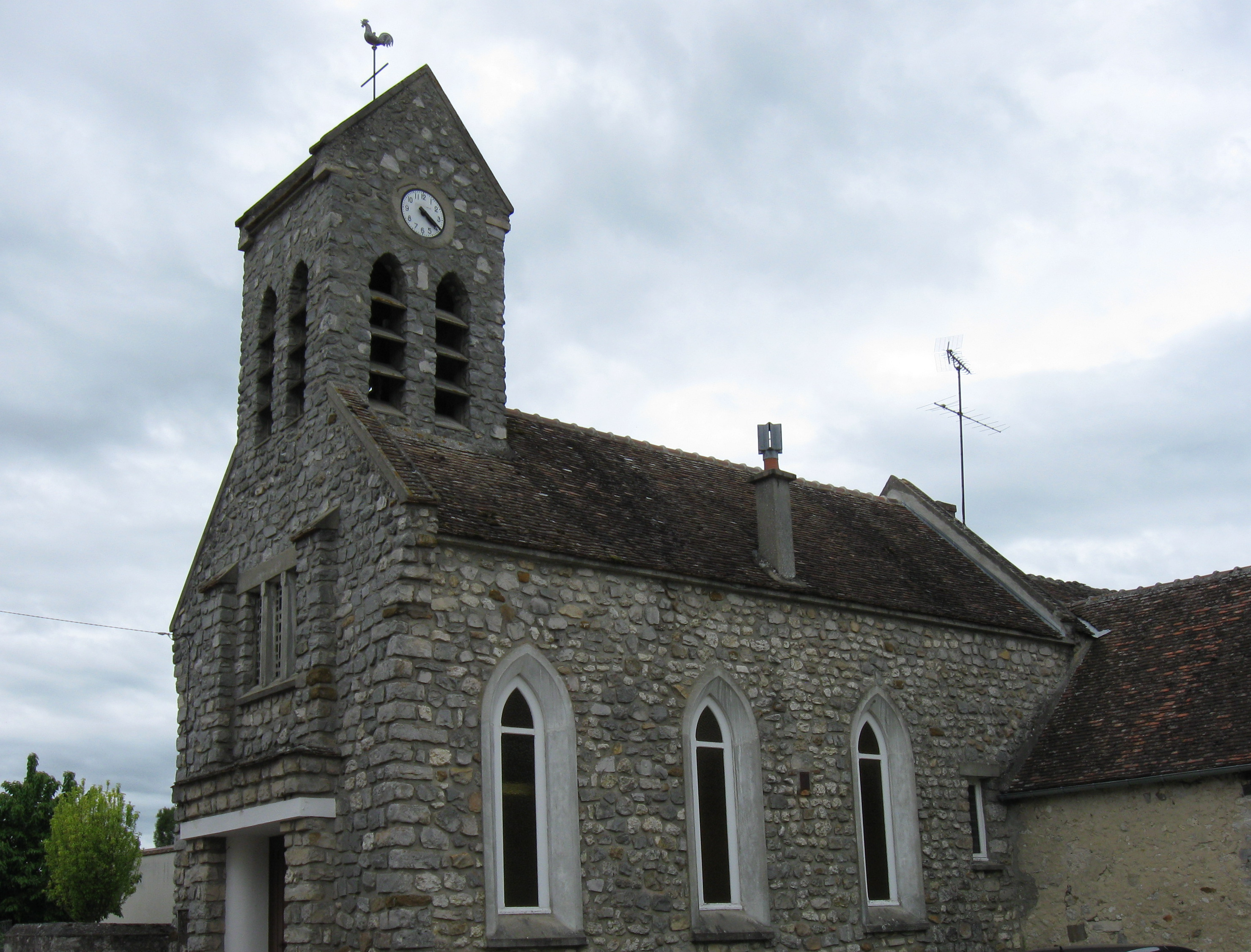
Église du Sacré-Cœur de Darvault
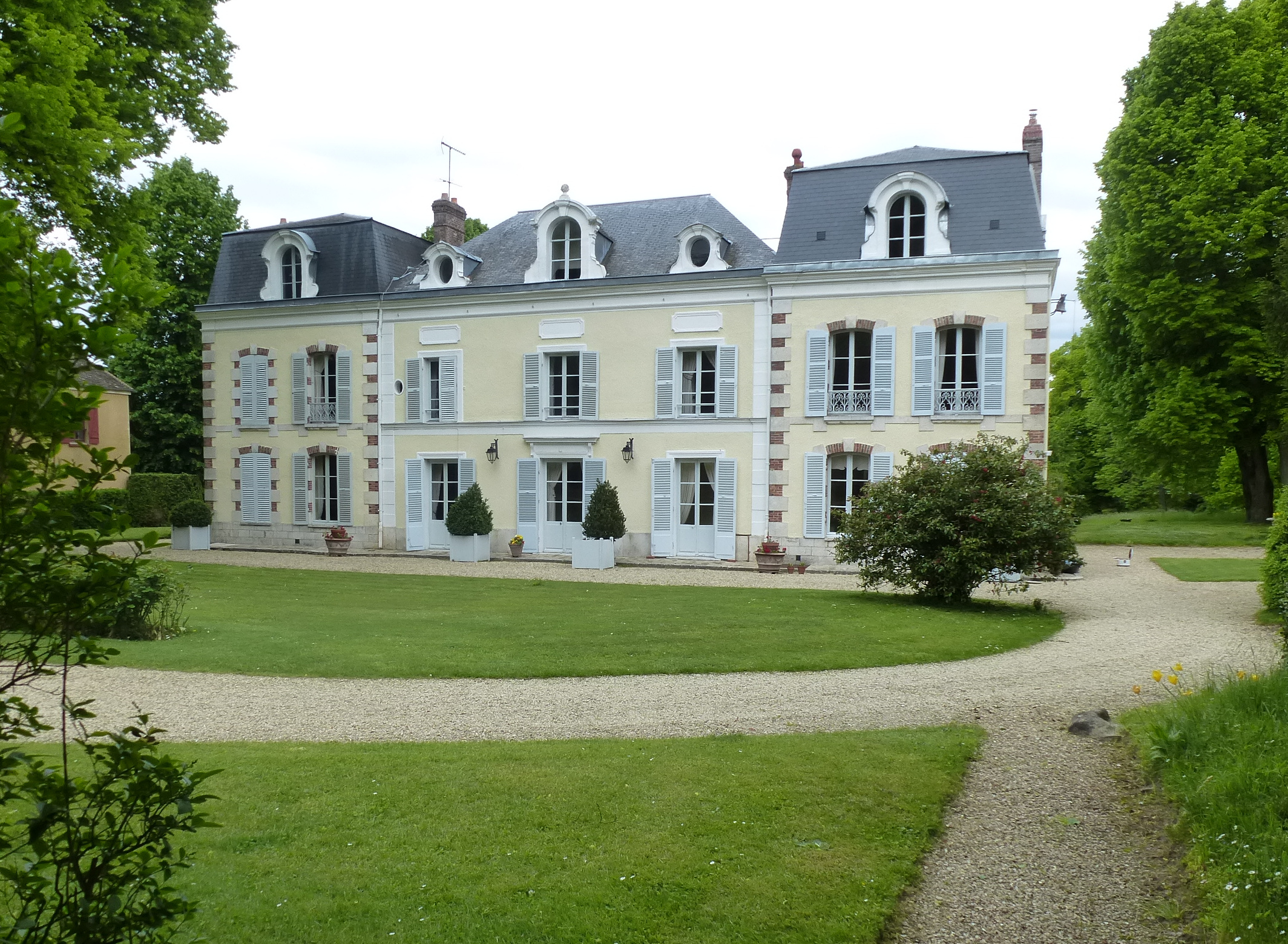
Le château de Darvault
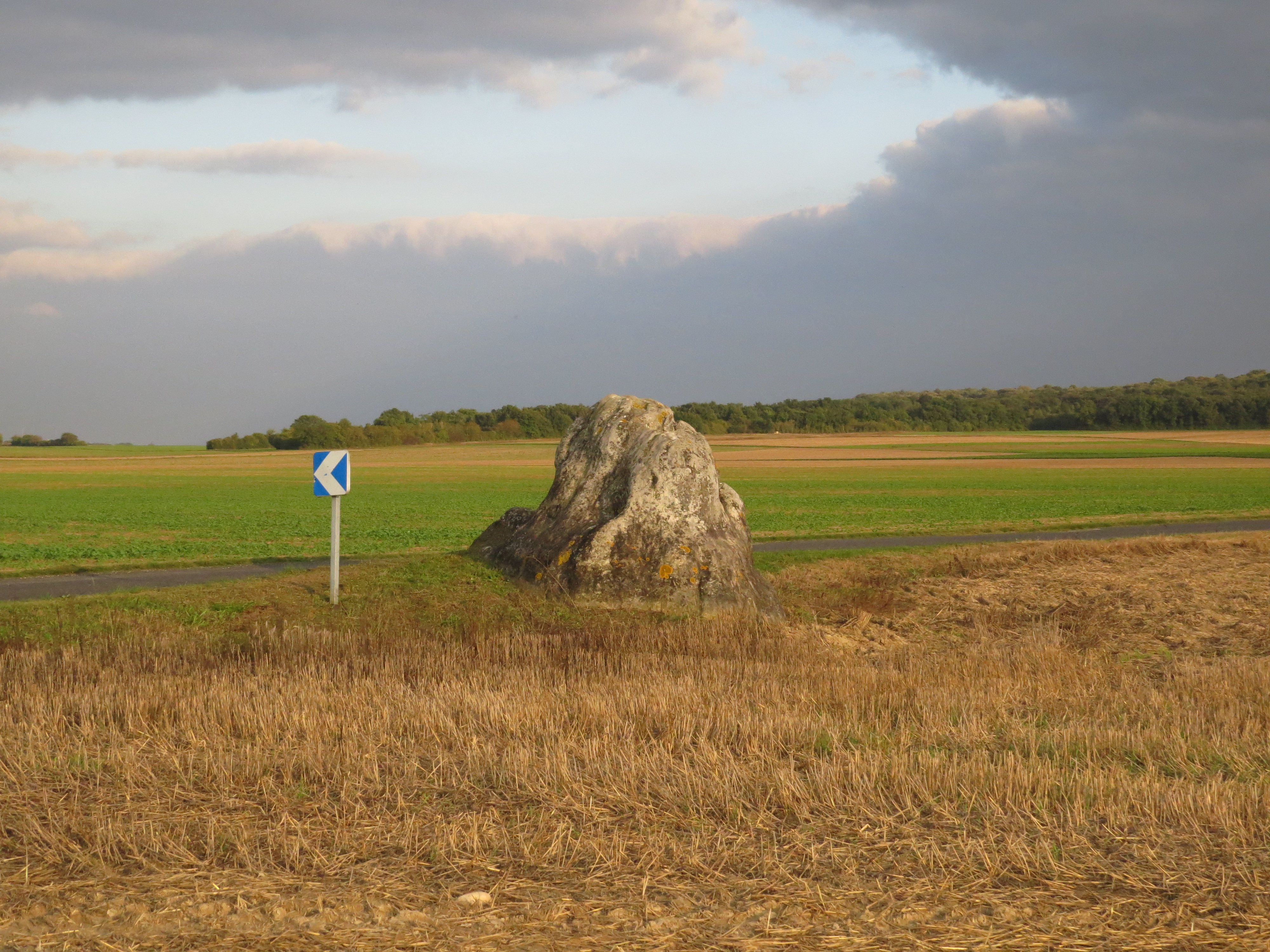
"La Grosse Roche"

### Personnalités liées à la commune
- Charles de Gaulle alors président de la République est passé par la commune le 17 juin 1965[81] lors d'un voyage en Seine-et-Marne[82].
- Étienne Dailly, sénateur, qui a possédé une ferme sur la commune[83].
- Raymond Pin, ermite qui a vécu sur la commune[84].